# Tour de l'Horloge d'Izmir
La Tour de l'Horloge d'Izmir (en turc : İzmir Saat Kulesi ) est une tour horloge située à Konak, au centre d'Izmir, en Turquie. Elle est considérée comme le symbole de la ville. Elle fut érigée sous ordre du Sultan ottoman Abdülhamid II en 1901, pour le 25e anniversaire de son règne. La tour a été conçue par l'architecte smyrniote d'origine française Raymond Charles Péré. La hauteur de la tour est de 25 mètres. Elle a été rénovée en 2019.

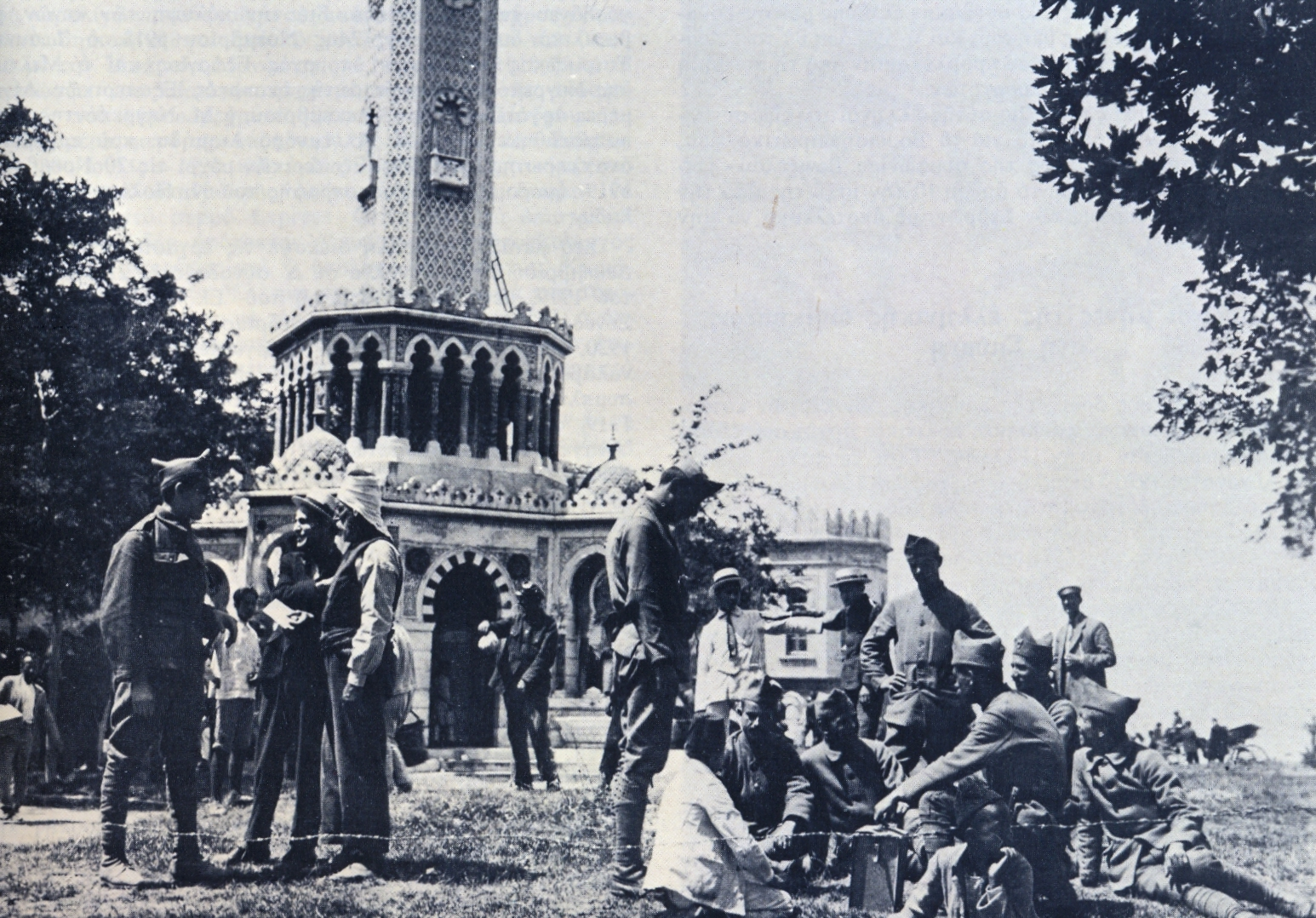
Soldats grecs devant la tour en 1920.